# Santos Urdinarán
Santos Urdinarán, vollständiger Name Santos Vasquito Urdinarán Barrena, (* 30. März 1900 in Montevideo; † 14. Juli 1979 ebenda) war ein uruguayischer Fußballspieler auf der Position des Rechtsaußen und einer der erfolgreichsten südamerikanischen Fußballer des frühen 20. Jahrhunderts. Auch sein Bruder Antonio Urdinarán (* 1898; † 1961) war ein bekannter Fußballer.

## Verein
Santos Urdinarán spielte während seiner gesamten aktiven Laufbahn beim Club Nacional de Football und absolvierte für diesen zwischen 1919 und 1933 in 14 Jahren 318 Pflichtspiele in der Liga. Dabei gelangen ihm 124 Tore. Mit dem Team konnte er in den Jahren 1919, 1920, 1922, 1923 und 1924 insgesamt fünf nationale Meisterschaften feiern.

## Nationalmannschaft
Besondere Berühmtheit erlangte er jedoch ob seiner Titelgewinne mit der Nationalmannschaft, in der er am 30. September 1923 debütierte. Noch im gleichen Jahr stand er im Aufgebot zur Copa América. Obschon er bei diesem Turnier, das Uruguay für sich entscheiden konnte, nicht zum Einsatz kam, war er als Ersatzspieler doch auch Teil der Siegermannschaft. Die Uruguayische Fußballnationalmannschaft konnte ihren Titel im Folgejahr verteidigen und 1926 wiederholen – Urdinarán wirkte bei diesen Auflagen in insgesamt sieben Partien mit. 1924 in Paris und 1928 in Amsterdam spielte sich das Team jeweils zum Olympiasieg und manifestierte so seine Position als weltweit dominierende Mannschaft jener Zeit. Erneut partizipierte Urdinarán bei sieben Spielen. 1930 trug man in Uruguay die erste Fußball-Weltmeisterschaft aus, die der Gastgeber ebenfalls für sich entscheiden konnte. Santos Urdinarán bestritt bei diesem Turnier ein Spiel. Insgesamt trat der Uruguayer zwischen seinem Debüt und dem letzten Einsatz für die Celeste am 15. Mai 1932 22 Mal im Nationaltrikot an. Er schaffte es, innerhalb von sieben Jahren sechs Triumphe bei den drei wichtigsten Fußballturnieren zu feiern. Zudem gelang ihm 1924 ein Triple mit dem Gewinn der Meisterschaft, dem zweiten Sieg in der Copa América sowie der olympischen Goldmedaille.

## Erfolge
National
- Uruguayischer Meister: 1919, 1920, 1922, 1923, 1924

International
- Olympiasieger: 1924, 1928
- Weltmeister: 1930
- Copa América: 1923, 1924, 1926